# South Nation River
South Nation River är ett vattendrag i Kanada.   Det ligger i provinsen Ontario, i den sydöstra delen av landet, 50 km öster om huvudstaden Ottawa.
Omgivningarna runt South Nation River är en mosaik av jordbruksmark och naturlig växtlighet. Runt South Nation River är det glesbefolkat, med 18 invånare per kvadratkilometer.